# San Lorenzo in Campo
San Lorenzo in Campo – miejscowość i gmina we Włoszech, w regionie Marche, w prowincji Pesaro i Urbino.
Według danych na rok 2004 gminę zamieszkiwało 3328 osób, 118,9 os./km².